# Royal charter

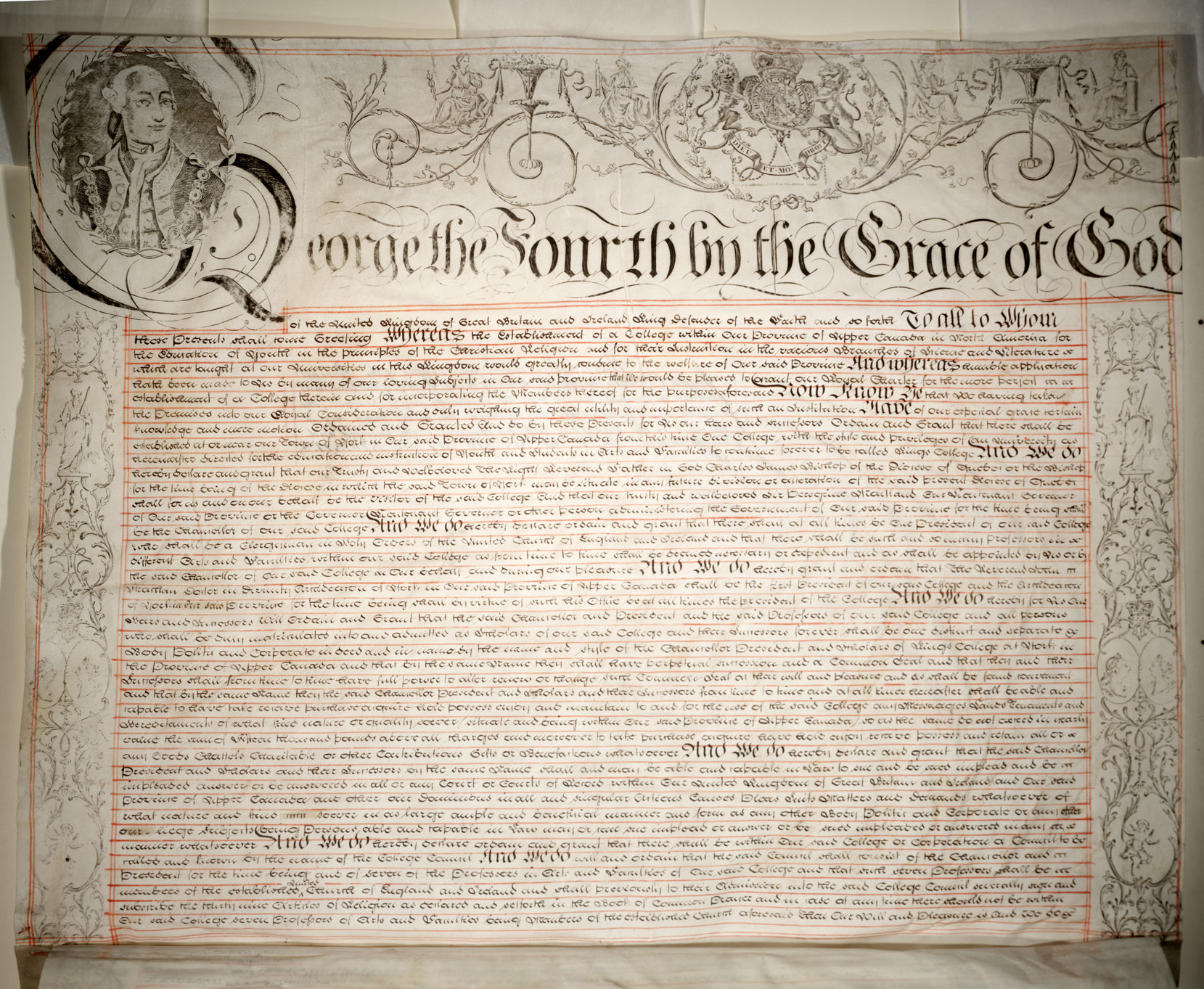
Torontos universitet grundades genom ett brev av denna typ.

Royal charter (ungefär kungligt brev) är, i Storbritannien och det tidigare brittiska imperiet samt i nuvarande samväldesriken, ett privilegiebrev utfärdat av monarken i kronrådet som högtidligen upprättar stadgar för en institution, såsom en stad, ett bolag, ett universitet eller liknande.
En royal charter har tidigare även kunnat meddela tillstånd att bära prefixet royal, men detta sker numer separat genom Cabinet Office. Den här typen av dokument har utfärdats i England sedan 1200-talet.